# Franz Otto Karlsson
Franz Otto Karlsson, född 8 februari 1822 i Dingtuna församling, Västmanlands län, död där 14 juni 1884, var en svensk godsägare och politiker. Han titulerades vanligtvis "sektern". Mot slutet av sitt liv blev han Riddare av Vasaorden. Han var far till John Karlsson och Karl Henrik Karlsson.
Genom diverse fastighetsaffärer bildade Karlsson i mitten på 1800-talet ett gods med säte i Råby i Dingtuna. I riksdagen var han ledamot av andra kammaren.